# 1979 na ciência

## Eventos
- 5 de março - A Voyager 1 passa por Júpiter.
- 1 de Setembro - A norte-americana Pioneer 11 se torna a primeira espaçonave a visitar Saturno quando passa pelo planeta a uma distância de 21.000 km.
- Dezembro - Descoberta do asteróide 3074 Popov.

## Nascimentos
| Data          | Nome        | Profissão                    | Nacionalidade | Observações | Ref |
| ------------- | ----------- | ---------------------------- | ------------- | ----------- | --- |
| 29 de junho   | Artur Ávila | matemático                   | Brasil        |             |     |
| 10 de outubro | Áurea Lima  | farmacêutica e investigadora | Portugal      |             |     |

## Mortes
| Data           | Nome                                   | Profissão                               | Nacionalidade                         | Observações | Ref                                                                                    |
| -------------- | -------------------------------------- | --------------------------------------- | ------------------------------------- | --- | -------------------------------------------------------------------------------------- |
| 9 de janeiro   | Pier Luigi Nervi                       | engenheiro civil                        | Reino de Itália                       | n. 1891 Medalha de Ouro do AIA 1964 Medalha de Ouro do IStructE 1967 | [ 1 ]                                                                                  |
| 9 de fevereiro | Dennis Gabor                           | físico                                  | Reino Unido da Grã-Bretanha e Irlanda | n. 1900 Nobel da Física 1971 Medallha de Honra IEEE 1970 Medalha Rumford 1968 | [ 2 ] [ 3 ] [ 4 ]                                                                      |
| 2 de maio      | Giulio Natta                           | químico                                 | Itália                                | n. 1903 Nobel da Química 1963 Medalha de Ouro Lomonossov 1969 | [ 5 ] [ 6 ]                                                                            |
| 23 de maio     | Hub van Doorne                         | empresário e inventor                   | Países Baixos                         | n. 1900 |                                                                                        |
| 8 de julho     | Shin'ichiro Tomonaga                   | físico                                  | Japão                                 | n. 1906 Nobel da Física 1965 Medalha de Ouro Lomonossov 1963 | />                                                                                     |
| 8 de julho     | Robert Burns Woodward                  | químico                                 | Estados Unidos                        | n. 1917 1945 Prémio Leo Hendrik Baekeland 1955 Medalha William H. Nichols 1956 Prémio ACS por Trabalho Criativo em Química Sintética Orgânica 1957 (1957) Prémio Remsen 1958 Medalha Davy 1959 Medalha de Ouro Pio XI 1961 Prémio Roger Adams 1961 Medalha Nacional de Ciências 1964 Nobel de Química 1965 Prémio Willard Gibbs\|1967 Medalha Lavoisier (SCF) 1968 Prémio Arthur C. Cope 1973 Medalha Copley 1978 | [ 7 ] [ 8 ] [ 9 ] [ 10 ] [ 11 ] [ 12 ] [ 13 ] [ 14 ] [ 5 ] [ 15 ] [ 16 ] [ 17 ] [ 18 ] |
| 29 de julho    | Herbert Marcuse                        | sociólogo e filósofo                    | Alemanha / Estados Unidos             | n. 1898 |                                                                                        |
| 10 de agosto   | Walther Gerlach                        | físico                                  | Alemanha                              | n. 1889 |                                                                                        |
| 12 de agosto   | Ernst Chain                            | bioquímico                              | Alemanha                              | n. 1906 Nobel de Fisiologia ou Medicina 1945 | [ 19 ]                                                                                 |
| 6 de outubro   | Dudley E. Littlewood                   | matemático                              | Reino Unido da Grã-Bretanha e Irlanda | n. 1903 |                                                                                        |
| 11 de outubro  | Franciszek Leja                        | matemático                              | Polónia                               | n. 1885 |                                                                                        |
| 12 de outubro  | Waloddi Weibull                        | engenheiro e matemático                 | Suécia                                | n. 1887 |                                                                                        |
| 4 de dezembro  | Walther Müller                         | físico                                  | Alemanha                              | n. 1905 |                                                                                        |
| 12 de dezembro | Leonard Johnston Wills                 | geólogo e paleogeógrafo                 | Reino Unido da Grã-Bretanha e Irlanda | n. 1884 Medalha Lyell 1936 Medalha Wollaston 1954 | [ 20 ] [ 21 ]                                                                          |
| 22 de dezembro | Francisco Cavalcanti Pontes de Miranda | jurista, filósofo, diplomata e escritor | Brasil                                | n. 1892 |                                                                                        |
| 26 de dezembro | Helmut Hasse                           | matemático                              | Alemanha                              | n. 1898 |                                                                                        |
| ??             | Ladislaus Laszlo Marton                | físico                                  | Áustria-Hungria                       | n. 1901 |                                                                                        |

## Prémios

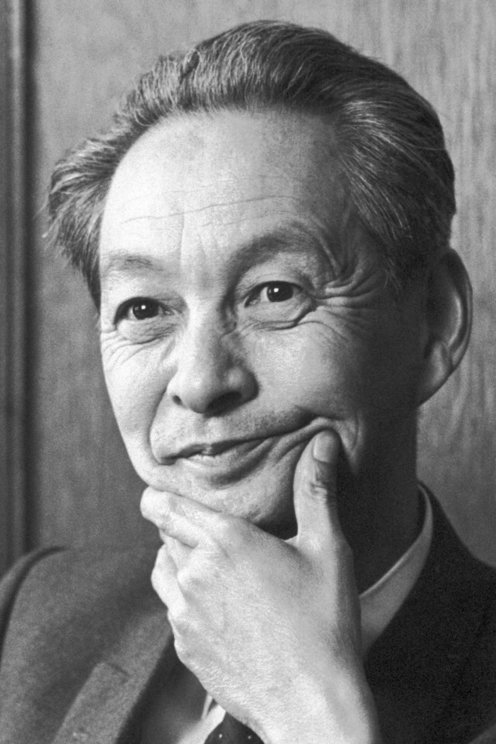
Shin'ichiro Tomonaga
(1906 - 1979)

### Medalha Albert Einstein
- Stephen Hawking[22]

### Medalha Bigsby
- Ernest Ronald Oxburgh[23]

### Medalha Bruce
- William A. Fowler[24]

### Medalha Copley
- Max Perutz[18]

### Medalha Davy
- Joseph Chatt[11]

### Medalha Edison IEEE
- Albert Rose[25]

### Medalha Guy
- Medalha Guy de bronze - T.M.F. Smith[26]
- Medalha Guy de prata - Michael Healy[27]

### Medalha Hughes
- Robert Joseph Paton Williams[28]

### Medalha de Ouro Lomonossov
- Aleksandr Oparin[6] e Béla Szőkefalvi-Nagy[6]

### Medalha Real
- Vernon Ellis Cosslett[29], Hans Walter Kosterlitz[29] e Charles Frank[29]

### Prêmio Memorial Bôcher
- Alberto Calderón[30]

### Prémio Nobel
- Física - Sheldon Glashow[2], Abdus Salam[2], Steven Weinberg[2].
- Química - Herbert C. Brown[5], Georg Wittig[5].
- Medicina - Allan M. Cormack[19], Godfrey N. Hounsfield[19].
- Economia - Theodore W. Schultz[31] e Sir Arthur Lewis[31].

### Prémio Turing
- Kenneth Iverson[32]